# 张怀斌
张怀斌（？—1944年）字献臣，山东省东阿县皋上村人，张怀芝的三弟，中华民国军事将领。

## 生平
1904年，张怀斌毕业于日本陆军士官学校步兵科，是冈村宁次的同学。归国后，历任直隶巡防军右路统领、直隶蓟榆镇守使、
山东督军公署参谋长、山东第二混成旅旅长，以陆军中将衔充任烟台镇守使。后来，由于年老多病，张怀斌去职，闲居天津。
抗日战争时期，侵华日军司令冈村宁次以同学关系拉拢张怀斌。1942年农历正月初四，冈村宁次派员送来致张怀斌的信，信中多言“亲善、共荣”，张怀斌在复信中则提及冈村宁次当年在日本奈良鉴真法师像前对张怀斌谈及对汉民族友好和感恩的话，并在信中称，“言犹在念，慈悲为怀。”此后，张怀斌闭门修习佛法。
1944年，张怀斌病逝。